# 小行星3439
小行星3439（英語：3439 Lebofsky）是一颗围绕太阳公转的小行星。1983年9月4日，愛德華·鮑威爾在可可尼诺县发现了此天体。
这颗小行星的绝对星等为284.1545525850743等。